# Radio Capital

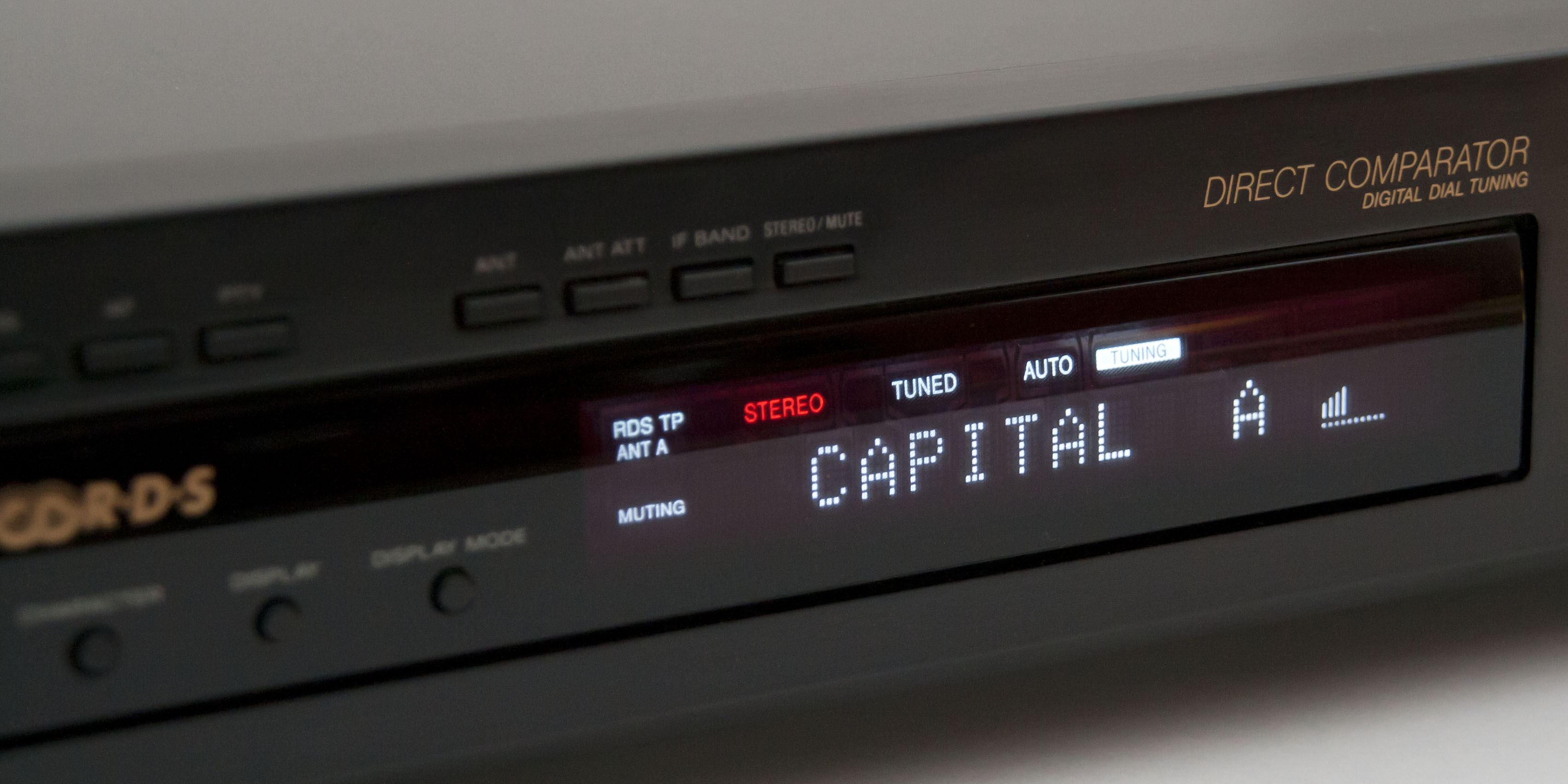
Radio Capital auf UKW

Radio Capital ist ein privater italienischer Radiosender aus Rom. Der Sender gehört zum Medienunternehmen Gruppo Editoriale L’Espresso. Das Programm besteht aus journalistischen Inhalten und Musik. Die Studios befinden sich in Rom in der Via Cristoforo Colombo 90.

## Geschichte
Sendestart des Senders war im Mai 1977 in Cormano unter dem Namen Controradio Cormano. Radio Capital wurde von Roberto Tracogna gegründet und nach einem Jahr auf Sendung in Radio Extra 2000 umbenannt. Gesendet wurde aus Cusano Milanino. Im Jahr 1980 änderte man den Namen, in Anlehnung an das Capital Radio aus London, in Radio Capital und fügte gleichzeitig den Claim „Dance all day“ hinzu, der das Format als ausschließlich auf Dance Musik (damals hauptsächlich italienische) setzend identifiziert. Die Reichweite wurde durch den Umzug des Senders vom alten Standort am palazzo di Sesto San Giovanni zum Breda-Hochhaus in Mailand, deutlich verbessert. Im folgenden Jahr wurde eine Gesellschaft gleichen Namens gegründet. 1982 verließ der Gründer Roberto Tracogna die Gesellschaft. Das Projekt erhielt zwar positive Resonanz vom Publikum, konnte diese jedoch nicht in Werbeeinnahmen umsetzen und geriet so in eine Krise.
Im Jahr 1987 wurde die Station von der Deejay’s Gang um Claudio Cecchetto und Gallorini Valerio zur Platform für Experimente mit Programmen nur in englischer Sprache unter der Leitung von Ronny Hanson und David Lee Stone. Die Ausrichtung des Senders veränderte sich nochmals zu einem Format für Disco Oldies aus den 1970er Jahren.
Mit Inkrafttreten des Gesetzes 223/1990 (auch bekannt als Legge Mammì) im Jahre 1990 beantragte Cecchetto die Zulassung als lokale Radiostation für die Lombardei, nachdem er bereits eine nationale Lizenz für den anderen von ihm betreuten Sender Radio Deejay beantragt hatte. Nach seinem Ausscheiden bei Radio Deejay erkannte Cecchetto, dass der Sender überregionale oder besser noch, nationale, Verbreitung erreichen müsste, um Marktführer zu werden und begab sich auf die Suche nach einem Radiosender, der bereits eine Lizenz für nationale Ausstrahlung erhalten hatte, um diese dann zu übernehmen. Mitte der 1990er fand er mit Radio Centro Toscana SpA (Herausgeber von Gamma Radio Network) eine Sendergruppe, die bereits lokale und nationale Lizenzen beantragt hatte, sich jedoch entschieden hatte die Verbreitung vorerst doch nur lokal voranzutreiben. Die nationale Lizenz erwarb dann Radio Capital, ohne den anderen Sender oder dessen Markennamen zu übernehmen. Cecchetto erkannte, dass mehr finanzielle Mittel als bisher benötigt würden, um mit den großen Verlagsgruppen konkurrieren zu können. Daher verkaufte er Radio Capital an die Elemedia Gesellschaft der L’Espresso Gruppe, die vorher bereits Anteile an Radio Deejay erworben hatte, um die Station dann mit deutlicher Verbesserung in den Bereichen Übertragungstechnik und Medienpräsenz neu zu starten.
Radio Capital ist heute einer von drei nationalen Radiosendern (zusammen mit m2o und Radio Deejay) im Besitz der Elemedia Gesellschaft der L’Espresso Gruppe.
Vittorio Zucconi ist für die Redaktionelle Leitung des Senders verantwortlich. Ende April 2007 übernahm der italienische DJ Linus, ehemaliger Direktor von Radio Deejay, auch die künstlerische Leitung von m2o und Radio Capital von Carlo Mancini.

## Frühere Namen von Radio Capital
- Controradio Cormano (1977)
- Radio Extra 2000 (1979)
- Radio Capital Milano (1979–1980)
- Capital Milano dance all day (1985)
- Radio Capital Solo Successi (1995)
- Radio Capital Music Network, la radio di Claudio Cecchetto (1996)